# Великі Бірки (гміна)
Гміна Великі Бірки (пол. Gmina Borki Wielkie) — сільська гміна у Тернопільському повіті Тернопільського воєводства Другої Речі Посполитої. Адміністративним центром гміни було село Великі Бірки.
Гміна утворена 1 серпня 1934 року в рамках нового закону про самоврядування (23 березня 1933 року).
Площа гміни — 128,16 км²
Кількість житлових будинків — 2392
Кількість мешканців — 11790
Гміну створено з давніших сільських гмін (самоврядних громад): Великі Бірки, Малий Ходачків, Чернелів-Мазовецький (після Другої світової війни 1946 Чернелів-Мазовецький перейменований на Жукове, в 1957 - на Жовтневе, а в 2016 - на Соборне), Чернелів-Руський, Човганщина (тепер входить до складу Череліва-Руського), Костянтинівка, Дичків, Красівка, Романівка, Смиківці, Ступки.
Гміна ліквідована 17 січня 1940 року із включенням сіл до новоствореного Великоборківського району.